# Comarca de Écija
La Comarca de Écija es una comarca española situada en la provincia de Sevilla, en Andalucía.
Comprende los municipios de Cañada Rosal, Écija, Fuentes de Andalucía y La Luisiana.
Limita al noreste con la provincia de Córdoba, al sur con Sierra Sur de Sevilla y al oeste con la Campiña de Carmona.

## Municipios
| Escudo | Municipio            | Superficie (km2) | Población (2024) | Densidad (hab./km2) |
| ------ | -------------------- | ---------------- | ---------------- | ------------------- |
|        | Cañada Rosal         | 25,83            | 3 410            | 132,02              |
|        | Écija                | 978,47           | 39 500           | 40,37               |
|        | Fuentes de Andalucía | 150,52           | 7 247            | 48,15               |
|        | La Luisiana          | 42,98            | 4 626            | 107,63              |
|        | Total                | 1 197,80         | 54 782           | 45,74               |